# Jordan Hooper
 (octobre 2015).
Le contenu est difficilement compréhensible vu les erreurs de traduction, qui sont peut-être dues à l'utilisation d'un logiciel de traduction automatique.
Jordan Hooper, née le 20 février 1992, est une joueuse américaine de basketball de la Women's National Basketball Association.

## Biographie

### Lycée
Jordan Hooper a grandi dans une ferme à l'extérieur d'Alliance dans le Nebraska. En tant que joueuse au lycée, elle a été deux fois "Gatorade Player of the Year" pour le Nebraska et a conduit l'Aliance High School à un titre de l'État en tant que freshman en 2007. En plus de sa carrière de basket-ball, elle a aussi été une joueuse de volley-ball All-State et a participé au saut en longueur pour l'équipe d'athlétisme de l'école.

### Carrière universitaire
Aux Cornhuskers du Nebraska, Jordan Hooper a été entraînée par Connie Yori (en) et a joué quatre ans. Jordan termine la formation en étant une des plus grandes joueuse que Connie Yori a eu. Elle a dirigé les Cornhuskers au Championnat NCAA de basket-ball féminin dans chacune de ses trois dernières années (2012 NCAA Women's Division I Basketball Tournament (en), 2013 NCAA Women's Division I Basketball Tournament (en), 2014 NCAA Women's Division I Basketball Tournament (en)) - y compris un voyage au tournoi Sweet Sixteen en tant que junior. Elle a été nommée première équipe Big Ten Conference dans chacune de ces saisons et plafonné sa carrière hors en étant nommée Big Ten joueuse de l'année par les entraîneurs de la ligue en 2014. Pour sa carrière, elle a marqué 2357 points (18,0 par match) et recueilli 1 100 rebonds (8,5 par match). Elle est devenue la troisième joueuse dans l'histoire de l'école pour passer la barre de 2 000 points et 1 000 rebonds .
Elle est nommée à la première équipe All-American par la WCBA et une deuxième équipe All-American de l'Associated Press. Elle est finaliste du Wade Trophy et du Trophée Wooden National Player of the Year, ainsi que du Senior CLASS Award.

### Carrière professionnelle
Après avoir obtenu son diplôme au Nebraska, Jordan est draftée en WNBA par le Shock de Tulsa avec le premier choix du second tour (13e au total ) du draft WNBA 2014. Elle est engagée par le Shock pour la saison WNBA 2014,.
Non conservée par les Wings pour la saison WNBA 2017, elle est engagée en pré-saison par le Sun. Elle y joue peu et se voit échangée en début juin 2017 contre un second tour de draft 2018 avec le Dream.
Fin juillet 2017, Imani Boyette et sa coéquipière Tamera Young sont transférées par le Sky au Dream d'Atlanta en échange de Jordan Hooper (2,6 points en 6,2 minutes) et d'un premier tour de la draft WNBA 2018, le club de la Géorgie recherchant à se renforcer au rebond. 

### Carrière internationale
Après sa saison junior au Nebraska, Jordan faisait partie de l'équipe des États-Unis  aux Basketball at the 2013 Summer Universiade (en) à Kazan, en Russie. Elle a été à la hauteur au début de son premier match de championnat. Elle a permis à l'équipe d'avoir une avance rapide, et a fini avec neuf points et neuf rebonds,. Elle a des moyennes de 6,5 points et 5,8 rebonds par match que l'équipe a remporté la médaille d'or dans le tournoi.